# Neoeutrypanus glaucus
Neoeutrypanus glaucus är en skalbaggsart som först beskrevs av Julius Melzer 1931.  Neoeutrypanus glaucus ingår i släktet Neoeutrypanus och familjen långhorningar.
Artens utbredningsområde är Paraguay. Inga underarter finns listade i Catalogue of Life.